# Коммунистическая партия Казахстана
Коммунисти́ческая па́ртия Казахста́на (КПК) (каз. Қазақстан Коммунистік партиясы) — незарегистированная коммунистическая партия в Республике Казахстан, считающая себя правопреемницей республиканской компартии — Коммунистической партии Казахстана в составе КПСС, которая в сентябре 1991 года была преобразована в Социалистическую партию. В 2015 году судебным решением юридическое лицо «Коммунистическая партия Казахстана» ликвидировано. Однако, СКП-КПСС, несмотря на отсутствие официальной регистрации, продолжает считать партию действующей и входящей в ее состав. С 2015 года партия борется за восстановление своей официальной регистрации.
Своими основными целями партия считает: создание условий для построения в республике общества свободы и социальной справедливости, основанного на принципах научного социализма; построение коммунистического общественного строя. Выступает за интернационализм. Первый секретарь партии — Толеубек Махыжанов (по состоянию на март 2022 года).

## История

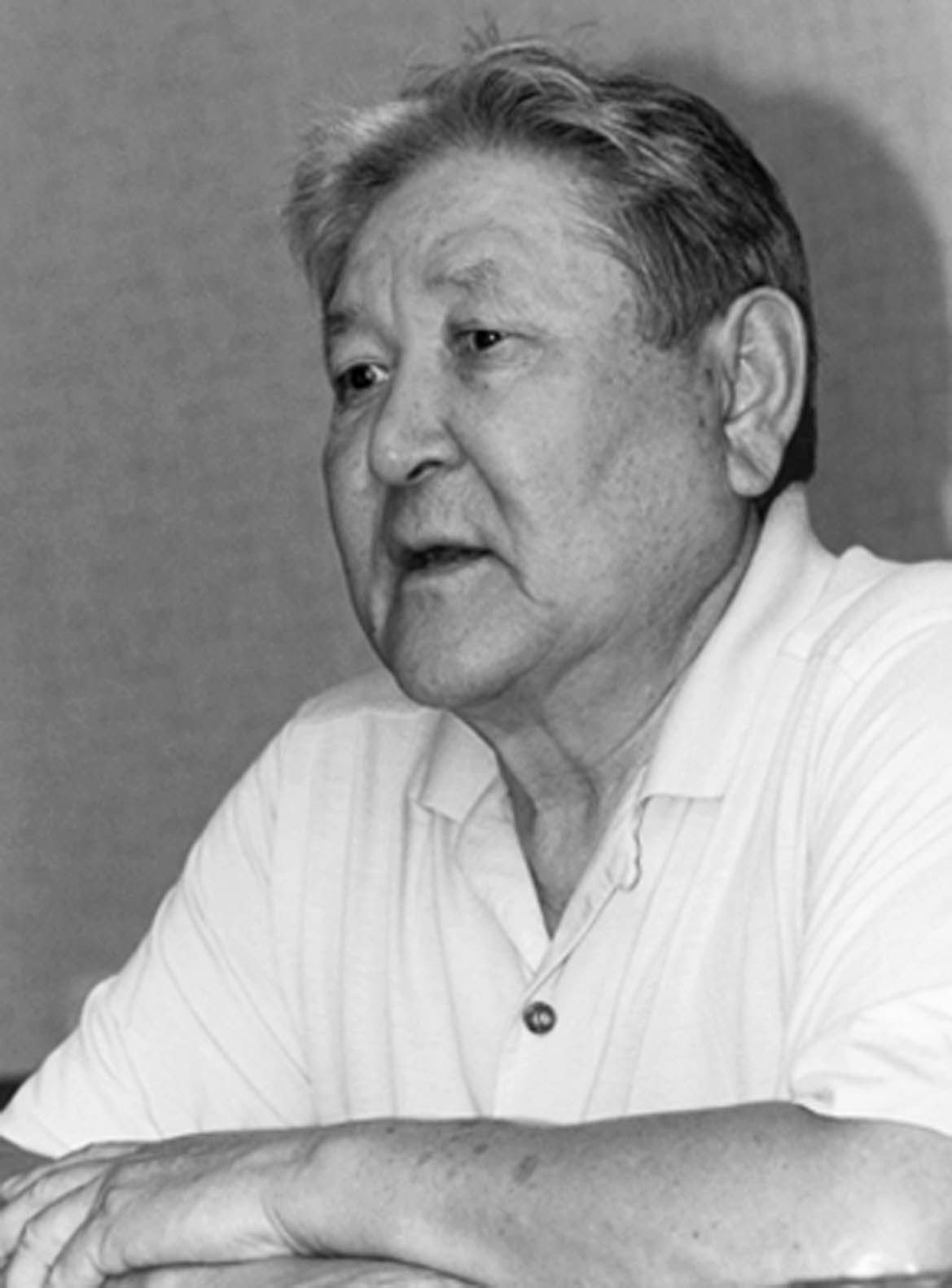
Серикболсын Абдильдин — первый секретарь партии в 1998—2010 годах.

Коммунистическая партия Казахстана возникла в октябре 1991 года. Инициаторами её образования стали бывшие участники Коммунистической партии Казахстана, несогласные с роспуском партии. Партия была зарегистрирована 28 февраля 1994 года. В дальнейшем произошло несколько перерегистраций: 17 февраля 1997 года 27 августа 1998 года и 20 марта 2003 года.
До 2010 года Первым секретарем Центрального комитета партии являлся Серикболсын Абдильдин. По результатам выборов 1999 года партию в Мажилисе представляли два депутата, прошедших по партийному списку. В 2004 году партия раскололась и от неё отделилась Коммунистическая Народная партия Казахстана.
В выборах в Мажилис в 2004 году Коммунистическая партия Казахстана приняла участие в составе избирательного блока «Народный оппозиционный союз коммунистов и ДВК» (вместе с партией «Демократический выбор Казахстана», движениями «Солидарность», «Поколение», «Орлеу»), набравшего по партийному списку 3,44 % голосов и не попавшего в Парламент. В выборах в Мажилис в 2007 году Коммунистическая партия Казахстана не принимала участия.
11 апреля 2009 года был проведён форум демократической оппозиции Казахстана, в котором приняли участие КПК, Общенациональная социал-демократическая партия, Демократическая партия Казахстана «Азат» и незарегистрированная партия «Алга!». На форуме было принято решение о необходимости объединения данных партий и создан Оргкомитет по подготовке объединения оппозиционных партий, в который вошли Серикболсын Абдильдин — первый секретарь ЦК Компартии Казахстана, Булат Абилов — председатель ДПК «Азат», Владимир Козлов — председатель координационного комитета НП «Алга!» и Жармахан Туякбай — председатель ОСДП.
17 апреля 2010 года прошёл пленум ЦК и ЦКК Компартии Казахстана, на котором на посту первого секретаря партии Серикболсына Абдильдина заменил Газиз Алдамжаров. По словам Газиза Алдамжарова идея смены руководства принадлежала самому Абдильдину — о своём уходе он говорил около четырёх лет, а за два года обращался к Алдамжарову, чтобы он принял партию.
5 октября 2011 года было обнародовано сообщение, что Межрайонный административный суд города Алматы приостановил деятельность Коммунистической партии Казахстана на шесть месяцев за участие в оппозиционном движении «Народный фронт», таким образом лишив партию возможности участвовать в досрочных выборах депутатов парламента Казахстана 15 января 2012 года. В апреле 2012 года суд продлил запрет деятельности партии ещё на полгода.
Партия является членом Координационного Совета демократических сил Казахстана c 15 октября 2004 года.
"Специализированный межрайонный экономический суд города Алматы решил: исковое заявление ГУ «Министерство юстиции РК» удовлетворить. Ликвидировать Общественное объединение «Коммунистическая партия Казахстана», — говорится в решении суда от 3 августа 2015. В связи с вступлением в законную силу решения суда 4 сентября 2015 года Коммунистическая партия Казахстана ликвидирована из-за несоответствия требованиям законодательства.
Несмотря на формальную ликвидацию, представители партии принимали участие в 17-й международной встрече коммунистических и рабочих партий, прошедшей в Стамбуле 30 октября — 1 ноября 2015 года.

## Численность
В 2008 году численность КПК, согласно данным Центральной избирательной комиссии Казахстана, составляла 54 246 человек. Партия имела свои отделения во всех областях республики.

## Структура
Организационная структура Партии строится по территориальному принципу.
- Высший орган Партии — Съезд партии
- Руководящий и исполнительный — Центральный Комитет КПК
- Рабочий — Бюро ЦК КПК
- Контролирующий — Центральная контрольная комиссия.

С 2000 года партия издает газету «Правда Казахстана». В 1993—1999 годах издавались газета «Коммунист» и еженедельник «Рабочая жизнь».
Средства Партии формируются за счет членских взносов, добровольных взносов граждан и иных поступлений.

## Идеология
По основным вопросам политического и социально-экономического развития страны КПК придерживалась социал-демократических принципов. Партия выступала за утверждение в республике парламентской формы правления.

## Съезды
- апрель 2011 — ХХХVI съезд Коммунистической партии Казахстана